# Вовченя (телесеріал)
«Вовченя» (англ. Teen Wolf) — американський молодіжний містико-драматичний серіал, знятий за мотивами однойменного фільму 1985 року на замовлення телеканалу MTV. Прем'єра відбулась 5 червня 2011 року після церемонії вручення нагород «MTV Movie Awards».
Серіал отримав схвальні відгуки, набравши 61 бал зі 100 можливих на сайті Metacritic. Прем'єра серіалу привернула увагу 2,18 млн глядачів. Шоу офіційно продовжено на 2 сезон 14 червня 2011 року, зйомки сезону почались у листопаді 2011 року. Прем'єра 2 сезону відбулась 3 червня 2012 року. 12 липня 2012 «Вовченя» було продовжено на 3 сезон, що складається з 24 серій, місце зйомок було перенесено в Лос-Анджелес, Каліфорнія. Прем'єра сезону відбувся 3 червня 2013 року, отримавши нові високі рейтинги. На Comic-Con в Нью-Йорку було офіційно заявлено про продовження серіалу і випуск 4 сезону в червні 2014 року. У 2014 році на Comic-Con в Сан-Дієго було офіційно заявлено про продовження серіалу і випуску 5 сезону. Сезон буде розділений на дві частини і в ньому буде 20 епізодів. У 2015 році на Comic-Con в Сан-Дієго було офіційно заявлено, що буде і 6 сезон. І він також буде складатися з 20 серій.

## Сюжет
Скотт МакКол, шістнадцятирічний підліток, одного разу вночі опиняється у лісі разом зі своїм найкращим другом Стайлзом Стілінскі, сином шерифа. Хлопці намагаються розгадати загадку, яку не може розгадати поліція, знайшовши у лісі пошматований труп дівчини. Там, у лісі, на Скота нападає величезний невідомий звір, що скидається на вовка. Незабаром Скот помічає дивні зміни у собі, такі як тонкий слух та нюх, силу та спритність, здатність до швидкої регенерації та пришвидшені рефлекси. З допомоги свого найкращого друга Стайлза та загадкового перевертня Дерека Хейла він повинен навчитись контролювати себе, щоб зуміти захистити свою родину, друзів та кохану дівчину Елісон Арджент від Альфи — перевертня, котрий вкусив його, «подарувавши» вовчу шкуру.

## У ролях

### Дійові особи
| Персонажі             | Актори          | Сезони               | Сезони               | Сезони               | Сезони               | Сезони               | Сезони            | Кількість серій |
| Персонажі             | Актори          | 1                    | 2                    | 3                    | 4                    | 5                    | 6                 | Кількість серій |
| --------------------- | --------------- | -------------------- | -------------------- | -------------------- | -------------------- | -------------------- | ----------------- | --------------- |
| Скотт Маккол          | Тайлер Поузі    | Основний персонаж    | Основний персонаж    | Основний персонаж    | Основний персонаж    | Основний персонаж    | Основний персонаж | 100             |
| Елісон Арджент        | Крістал Рід     | Основний персонаж    | Основний персонаж    | Основний персонаж    | Не з'являється       | Запрошена зірка      | Не з'являється    | 47              |
| Стайлз Стілінські     | Ділан О'Браєн   | Основний персонаж    | Основний персонаж    | Основний персонаж    | Основний персонаж    | Основний персонаж    | Основний персонаж | 90              |
| The Nogitsune         | Аарон Хендрі    | Не з'являється       | Не з'являється       | Основний персонаж    | Не з'являється       | Не з'являється       | Запрошена зірка   | Не з'являється  |
| Дерек Гейл            | Тайлер Геклін   | Основний персонаж    | Основний персонаж    | Основний персонаж    | Основний персонаж    | Не з'являється       | Запрошена зірка   | 61              |
| Лідія Мартін          | Голанд Роден    | Основний персонаж    | Основний персонаж    | Основний персонаж    | Основний персонаж    | Основний персонаж    | Основний персонаж | 95              |
| Джексон Уїтмор        | Колтон Гайнес   | Основний персонаж    | Основний персонаж    | Не з'являється       | Не з'являється       | Не з'являється       | Запрошена зірка   | 24              |
| Малія Тейт(Гейл)      | Шеллі Хенніг    | Не з'являється       | Не з'являється       | Періодичний персонаж | Основний персонаж    | Основний персонаж    | Основний персонаж | 52              |
| Кіра Юкімура          | Арден Чо        | Не з'являється       | Не з'являється       | Періодичний персонаж | Основний персонаж    | Основний персонаж    | Не з'являється    | 39              |
| Ліам Данбар           | Ділан Спейберрі | Не з'являється       | Не з'являється       | Не з'являється       | Періодичний персонаж | Основний персонаж    | Основний персонаж | 28              |
| Шериф (Ноа) Стілінскі | Лінден Ешбі     | Періодичний персонаж | Періодичний персонаж | Періодичний персонаж | Періодичний персонаж | Періодичний персонаж | Основний персонаж | Не з'являється  |
| Меліса Маккол         | Меліса Понціо   | Періодичний персонаж | Періодичний персонаж | Періодичний персонаж | Періодичний персонаж | Періодичний персонаж | Основний персонаж | Не з'являється  |
| Кріс Арджент          | ДжейАр Борн     | Періодичний персонаж | Періодичний персонаж | Періодичний персонаж | Періодичний персонаж | Періодичний персонаж | Основний персонаж | Не з'являється  |

- Скот Маккол (Тайлер Поузі) — шістнадцятирічний школяр, вчиться у середній школі. Стає перевертнем після укусу Альфи у лісі. Працює у ветклініці містера Гаріса, пізніше стає спів-капітаном шкільної команди по лакросу разом з Джексоном Уітмором. Спочатку, розцінюючи свої здібності як прокляття, шукає ліки від лікантропії, але Дерек позбавляє його єдиного шансу на зцілення, вбивши Альфу. Починаючи з другого сезону, Скот звикає до своїх здібностей та охоче ними користується. Має найкращого друга Стайлза Стілінскі, котрий у всьому його підтримує та кохану дівчину Елісон Арджент, чиї родичі є спадковими мисливцями на вовкулак.

- Стайлз Стілінські (Ділан О'Браєн) — шістнадцятирічний непопулярний учень, запасний гравець у лакрос. Його батько шериф, а мати загинула, коли він був ще дитиною. Має непересічний розум, першим розуміє, що відбувається зі Скотом, коли той стає перевертнем. З початкової школи закоханий в однокласницю Лідію Мартін, котра не помічає його. Найкращий друг Скота Маккола та часом єдиний помічник.

- Дерек Гейл (Тайлер Геклін) — перевертень від народження, майже вся його родина загинула 6 років тому від страшної пожежі, яку влаштувала тітка Елісон, Кейт Арджент. Став Альфою після того, як вбив Пітера Гейла. Протягом двох сезонів допомагає Скоту впоратись з новими здібностями та контролювати себе.

- Елісон Арджент (Крістал Рід) — сімнадцятирічна школярка, родина котрої вже не перше століття полює на перевертнів. Зустрічається зі Скотом Макколом. Чудово стріляє з лука. Керуючись категоричними настановами своєї тітоньки Кейт, бажає вбити Скота після того, як у другому сезоні дізнається про те, що він перевертень. Проте пізніше приймає факт того, що її хлопець — перевертень, після того, як дізнається правило мисливців: «Ми полюємо на тих, хто полює на нас». Між першим та другим сезоном її батько забороняє їй зустрічатись зі Скотом, проте пара порушує цю заборону. Відмінниця, найкраща подруга Лідії Мартін. Після смерті матері змінила правило мисливців: "Ми захищаємо тих, хто не може захистити себе".

- Лідія Мартін (Голанд Роден) — шістнадцятирічна популярна учениця. Довший час зустрічалась з Джексоном Уітмором, найпопулярнішим хлопцем школи та колись єдиним капітаном шкільної команди з лакросу. Одна з найздібніших учениць школи, вміє готувати Коктейль Молотова з того, що є у кабінеті хімії, проте більшу частину часу прикидається дурненькою. Буває капризною та вибагливою, хоча насправді чуйна та добра.

- Джексон Уїтмор (Колтон Гайнес) — шістнадцятирічний популярний школяр, капітан (пізніше — спів-капітан) шкільної команди з лакросу. Прийомна дитина Уітморів. Довгий час зустрічався з Лідією Мартін, але потім кинув її, щоб зблизитися з Елісон, таким чином зблизитися зі Скотом. Розгадує таємницю Скота та вимагає того знайти спосіб зробити його перевертнем. Має найкращого друга-гея Денні. У другому сезоні серіалу стає Кенемою — перевертнем-ящуром, знаряддям помсти. Вбиває людей, нічого про це не пам'ятаючи.

### Другорядні персонажі
- Тренер Боббі Флінсток (Орні Адамс) — ексцентричний тренер шкільної команди з лакросу. Може бути нетерплячим, заохочує учнів до проявів агресії під час гри.

- Денні (Кіу Кауануй) — гравець шкільної команди у лакрос, гей, найкращий друг Джексона Уітмора.

- Доктор Алан Дітор (Сет Гіліам) — ветеринар у вет.клініці, де працює на неповний робочий день Скот Маккол. 90 % часу лікує собак та котів, решту 10 % — перевертнів. Добре ставиться до Скота та не видає його Альфі, коли той приходить по нього.

- Містер Гаріс (Адам Фрістоу) — вчитель хімії, постійно доймає Стайлза та Скота. Розповів шерифові, хто винуватець пожежі у будинку Гейлів.

- Шериф (Ноа) Стілінскі (Лінден Ешбі) — шеф поліції, батько Стайлза. Дружина загинула, коли Стайл був дитиною, дуже сумує за нею. Правильно тлумачить всі зв'язки та докази у розслідування фатальної пожежі в будинку Гейлів 6 років тому. Близький до розгадки таємниці перевертнів.

- Меліса Маккол (Меліса Понціо) — мати Скота, розлучена, працює в міській лікарні медсестрою. Буває дещо ексцентрична. Ходила на побачення з Альфою.

- Кріс Арджент (ДжейАр Борн) — батько Елісон, мисливець на вовкулак. Чітко притримується поглядів своєї родини, не порушує золотого правила «Ми не полюємо на тих, хто не полює на нас», на відміну від своєї сестри Кейт та батька Джерарда. Добре ставиться до Скота та рятує йому життя, коли Кейт намагається вбити хлопця.

- Місіс Вікторія Арджент (Еді Мейс) — дружина Кріса Арджента та мати Елісон.

- Пітер Гейл/Альфа (Ієн Боен) — перевертень з народження альфа. 6 років пробув у комі після того, як сильно постраждав під час пожежі, влаштованої Кейт Арджент. Вбивав усіх, хто так чи інакше був причетний до пожежі та винищення родини Гейлів. Обернув Скота у вовка після того, як убив Лору. Вбив Кейт Арджент на очах у Елісон, її племінниці. Був переможений Скотом, Дереком, Стайлзом, Джексоном та Елісон, проте останнього удару завдав Дерек, що й зробило його новим Альфою.

- Метт Делер (Стефен Лунсфорд) — учень школи, фотограф, має жагу помститися всім своїм кривдникам.

- Айзек Лейхі (Деніел Шарман) — учень школи, став першим, кого обернув Дерек для створення нової зграї. Довгий час був жертвою насильства з боку свого батька.

- Еріка Реєс (Гейдж Голайтлі) — учениця школи, друга обернена Дереком у вовка вслід за Азейком. До укусу страждала на епілепсію.

- Вернон Бойд (Сінква Уолс) — учень школи, третій вкушений Дереком учень. Єдиний, хто с самого початку бажав стати перевертнем, сприймаючи укус як подарунок.

- Калі (Фелліша Терелл) — єдина дівчина зі зграї альф. Права рука Девкаліона. Не носить взуття, оскільки кігті на ногах використовує як знаряддя вбивства. Була вбита Дженіффер Блейк.
- Девкаліон (Гідеон Емері) — голова зграї альф. Втратив зір через Джерарда Аржент. Досить страхітливий, незважаючи на те, що виглядає уразливим через сліпоту.
- Ітан і Ейдан (Чарлі Карвер і Макс Карвер) — брати-близнюки, члени зграї альф. Можуть перетворюватися на одного великого вовка. Ітан — гей, закоханий в Денні. Ейдан симпатизує Лідії.
- Енніс (Брайан Вейд) — один з перших членів зграї альф. На відміну від Калі і близнюків, не відрізнявся ніякими унікальними даними у зграї. У битві з Дереком був серйозно поранений і вилікуваний доктором Аланом Дітон, але убитий Девкаліоном, будучи беззахисним.
- Дженіффер Блейк (Гейлі Уебб) — вчителька англійської мови в школі Бікон Хіллз. У 9 серії 3 сезону відкривається її справжнє обличчя: вона Дарак. Дарак — це друїд, який зійшов з правильного шляху. Дженніфер також виконує жертвоприношення. Завдяки своїй силі приворожила Дерека Гейла. Убита Пітером Гейлом в кінці першої частини третя сезону.
- Кора Гейл (Аделаїда Кейн) — перевертень, молодша сестра Дерека Гейла, який вважав, що вона загинула в пожежі шестирічної давності. Хоча їй всього 17 років, вона пережила багато втрат і страждань. З'явилася у 2 серії 3 сезону.
- Талія Гейл (Алісія Коппола) — мати Дерека і старша сестра Пітера. Перша поява в 8 серії 3 сезону. Була альфою до Лори, Пітера і Дерека. Володіла рідкісною для свого виду здатністю повністю перетворюватися на вовка і користувалася повагою серед інших альф, включаючи Девкаліона.
- Пейдж (Медісон МакЛафлін) — перша любов Дерека. Поява 8 серія 3 сезон. Була вкушена Енніс на прохання Пітера, але її організм не впорався і вона загинула на руках Дерека. Смерть Пейдж додала сили Неметону і врятувала Джулію Беккарі (справжнє ім'я Дженіффер Блейк).

- Міс Марін Моррелл (Бьянка Лоусон) — шкільний психолог і вчителька французької мови в школі Бікон Хіллз. Молодша сестра Алана Дітона. У 3 сезоні розповідається про те, що вона є радником Девкаліона. У 11 серії 3 сезону «Угода Альф» Марін переслідується зграєю Альф, так як вони вважають, що вона знає щось про ритуальні жертвоприношення, скоєні в Бікон Хіллз. Вона розповідає про те, що Девкаліон вбив Еніс і змусив думати, що це зробив Дерек Гейл. За це Девкаліон поранив її тростиною, але Скотт врятував її. Морелл розповіла йому про Неметоні.
- Малія Тейт (Шеллі Кетрін Хенніг) — перевертень, 8 років провела в обличчі койота. Коли була дитиною, вона в повний місяць їхала в машині з мамою та молодшою сестрою, звернулася в койота і вбила їх. У 14 серії 3 сезону Скотт змусив її прийняти людську подобу, так як Малія застрягла в тілі койота. Після цього її відвезли до батька містеру Тейту. Психічно неврівноважена. У 19 серії 3 сезону виявилося, що вона дочка Пітера Гейла.
- Рафаель Макколл (Меттью Дель Негро) — батько Скотта, колишній чоловік Меліси. Будучи агентом ФБР, приїхав у місто, щоб змістити з посади Шерифа Стілінскі і, попутно займаючись нерозкритими справами, вплутується в протистояння Ногіцуне.
- Каташі / Срібний палець (Тагава Кері-Хіроюкі) — колишній член якудзи, параноїк-самітник. Прізвисько «Срібний палець» отримав через незвичайний срібний протез мізинця. Соромиться того, що ледь не втік при нападі демонів 24 роки тому. Вважає себе зобов'язаним Крісу за те, що врятував його життя і військову честь.
- Кінкейд (Джино Седжерс) — Перевертень. Укладав угоди, працював на Каташі. Після його смерті намагався вкрасти протез загиблого боса зі сховища доказів.
- Ношіко Юкімура (Темлін Томіта) — мати Кіри, так само є Накицуні (лисиця-перевертень). За її словами, їй не менше 900 років. Є господарем демонів Оні. У 1943 році пробудила дух Ногіцуне, з яким бореться досі.
- Лора Гейл (Гейлі Роу Мерфі) — сестра Дерека, дочка Талії. Була альфою, поки Пітер не заманив її в місто і не вбив.
- Тео Рейкен (Коді Крістіан) –однокласник Скотта, один із головних злодіїв 5-ого сезону. Хімера (Вовк і перевертень). Вбив Скотта, Трейсі і інших. У 5-му сезоні був злодієм. Потім його сестра, яку він вбив взяла його в ад, де він мучився. Потім у 6-му сезоні допомагав Скотту і його зграї.

## Українська озвучка

### 2 сезон
- Скотт Маккол – Олександр Погребняк
- Стайлз Стілінскі – Павло Скороходько
- Елісон Арджент – Юлія Перенчук
- Лідія Мартін – Катерина Буцька
- Дерек Гейл – Михайло Тишин
- Шериф (Ноа) Стілінскі – Михайло Жонін
- Айзек Лейхі – Юрій Кудрявець

## Список серій
| Сезони | Сезони | Кількість епізодів | Кількість епізодів | Прем'єра          | Прем'єра        | Глядачі в США (млн) | Реліз DVD      | Реліз DVD      | Реліз DVD      |
| Сезони | Сезони | Кількість епізодів | Кількість епізодів | Перший епізод     | Останній епізод | Глядачі в США (млн) | Регіон 1       | Регіон 2       | Регіон 3       |
|        | 1      | 12                 | 12                 | 5 червня 2011     | 15 серпня 2011  | 1,73                | 3 червня 2012  | 9 липня 2012   | 16 травня 2012 |
|        | 2      | 12                 | 12                 | 3 червня 2012     | 13 серпня 2012  | 1,69                | 21 травня 2012 | 10 червня 2012 | 19 червня 2012 |
|        | 3      | 24                 | 12                 | 3 червня 2013     | 19 серпня 2013  | 1,97                |                |                |                |
| 12     | 3      | 24                 | 6 січня 2014       | 24 березня 2014   |                 | 1,97                |                |                |                |
|        | 4      | 12                 | 12                 | 23 червня 2014    | 8 вересня 2014  | 1,61                |                |                |                |
|        | 5      | 20                 | 10                 | 29 червня 2015    | 24 серпня 2015  | 1,05                |                |                |                |
| 10     | 5      | 20                 | 2 січня 2016       | 8 березня 2016    |                 | 1,05                |                |                |                |
|        | 6      | 20                 | 10                 | 15 листопада 2016 | 31 січня 2017   | 0,47                |                |                |                |
| 10     | 6      | 20                 | 30 липня 2017      | 24 вересня 2017   |                 | 0,47                |                |                |                |

## Історія створення
У червні 2009 року канал MTV озвучив наміри знімати нову версію класичної молодіжної комедії 1985 року за участю Майкла Фокса — згідно зі словами представників каналу, проект буде серйознішим, він розширить міфологію всесвіту перевертнів, а також представлятиме з себе жанрову суміш драми, романтичної комедії та фільму жахів. Це друга за рахунком телеадаптація фільму після Вовченя (мультсеріал), що перебував в ефірі телеканалу CBS з 1986 по 1987 роки.
Пошук акторів розпочався у грудні 2009 року. На виконання головних ролей було затверджено Тайлера Поузі, Крістал Рід, Тайлера Гогліна, Ділан О'Браєна, Холанд Роден та Колтона Гайнеса. Поузі отримав головну роль старшколасника Скота Маккола, котрого кусає перевертень; Рід зіграла роль новенької Елісон Арджент, котра одразу закохується в Скота. Гоглін грає Дерека Гейла, перевертня-хижака; О'Браєну дістається роль найкращого друга Скота, Стайлза; Роден виконує роль Лідії Мартін — популярної та владолюбної школярки, а Гайнес грає Джексона Уїтмора — головного суперника Скота по лакросу та по життю.
Зйомки перших 12 епізодів шоу розпочались у жовтні 2010 року в Атланті, штат Джорджія.

Австралійський режисер Расел Малкехі зняв пілотний епізод серіалу. Композитором шоу став Діно Менегін (англ. Dino Meneghin). Перші вісім хвилин пілоту були опубліковані на офіційному сайті каналу MTV 31 травня 2011 року.
- Файл:Логотип 1 сезону

19 жовтня 2011 року на офіційній сторінці на Facebook були опубліковані деякі подробиці другого сезону, прем'єра якого відбулась у 2012 році.

## Подібності та відмінності від фільму
В обидвох версіях історії у центрі сюжету опиняється звичайний, часом невпевнений у собі підліток. Завдяки змінам у організмі, пов'язаним з лікантропією, герої стає більш сильним фізично та емоційно розкутим. Як і в серіалі, друга Скота звати Стайлз — він привносить комізм у всю історію. Окрім того, як і оригінал, нова версія намагається «грати» з глядачем, за допомогою його уявлень про перевертнів, отриманих з голлівудських фільмів.
Серед головних відмінностей між фільмом та серіалом — жанр. Серіал MTV — це містична драма з елементами комедії, в той час як фільм 1985 року — містична молодіжна комедія. Гумор у серіалі більш похмурий, проте витриманий у дусі оригіналу. У різноманітних промо творці серіалу не раз вказували, що великий вплив на них справив культовий телесеріал Баффі — переможниця вампірів режисера Джоса Уїдона. В свій час Уїдон казав, що «Школа — це фільм жахів апріорі. Я поділився своїм баченням та продав ідею». Автори сказали, що не збираються вводити в серіал вампірів, проте поява інших міфічних створінь можлива.
У новій версії Скот грає у лакрос, а не в баскетбол. Скот із фільму успадкував здібність перетворюватись у вовка від батька, в той час як головний герой серіалу стає жертвою нападу вовкулаки у лісі. Одяг Стайлза та Скота у серіалі та фільмі схожий — це яскраві майки, правда тепер на них зображені The Beatles та логотип Королівських військово-повітряних сил Великої Британії, а не образливі висловлювання, як у фільмі.

## Реліз

### Рейтинги
Прем'єра шоу привернула увагу 2,17 млн глядачів. Після виходу в ефір третього епізоду стало відомо, що кількість глядачів у категорії від 12 до 34 років збільшилась на 23% з показником 1,6 в демо-категорії. у результаті, подвоївши свої показники у загальній кількості глядачів та демо-групі, серіал став першим серед жіночої аудиторії у категорії від 12 до 34 років. Фінал сезону привернув увагу 2,1 млн глядачів із показником 1,9 у категорії від 12 до 34, ставши самим успішним у ефірі в цей час серед підлітків та жіночої аудиторії від 12 до 34.
| 1 | Понеділок, 22:00/21:00 | 5 червня 2011 | 15 серпня 2011 | 12 | 2011 | 1.69 |
| 2 | Понеділок, 22:00/21:00 | 3 червня 2012 | 13 серпня 2012 | 12 | 2012 | 1.70 |
| 3 | Понеділок, 22:00/21:00 | 3 червня 2013 |                | 24 | 2013 |      |

### Критика
У цілому серіал отримав схвальні відгуки критиків, особливо шоу виділилось на фоні інших проекті телеканалу MTV. Сайт Metacritic поставив серіалу 61 бал зі 100, що відповідає рівневі «у цілому позитивна оцінка», на основі 14 професійних оглядів. Сайт також назвав серіал найкращим проектом каналу після шоу «Awkward» Лінда Стазі з «New York Post» поставила пілоту найвищий бал, «не просто чудово продуманий сценарій, але й симпатичні хлопчики та дівчатка, що дійсно вміють грати!». Верн Гей з «Newsday» також поставив найвищу оцінку, зазначивши, що «це шоу номер один, дійсно надзвичайно цікаво дивитись!» Девід Хінклі з «New York Daily News» також позитивно відгукнувся про шоу: «Вовкулаки, красиві дівчата, тупі качки та лакрос — що ще треба для хорошого шоу?»
Деякі критики відреагували більш стримано, особливо щодо пілотного епізоду. Трой Патерсон з «Slate» подарував серіалу середню оцінку, зазначивши, що «це дотепна надможлива драма». Джеймс Панівозик написав у огляді для «Time»: «Пілотний епізод непоганий, у дусі серіалів каналу The CW, проте, на мою думку, надто затягнутий, чого не чекаєш від підліткової жахалки».
Після фіналу сезону в серпні 2011 року Йен Грей з ресурсу «indieWire» дав серіалу позитивну оцінку, а Ангел Кон з «Television Without Pity» поставила серіал на третє місце у своєму списку найкращих проектів цього літа.

### Нагороди
| Рік  | Нагорода              | Номінація                                | Номінант                                 | Результат |
| ---- | --------------------- | ---------------------------------------- | ---------------------------------------- | --------- |
| 2011 | Teen Choice Award     | Choice TV Fantasy/Sci-Fi                 | Choice TV Fantasy/Sci-Fi                 | Номінація |
| 2011 | Teen Choice Award     | Choice Summer TV Show                    | Choice Summer TV Show                    | Номінація |
| 2011 | Teen Choice Award     | Breakout Star                            | Тайлер Поузі                             | Номінація |
| 2011 | Teen Choice Award     | Choice Summer TV Star — Male             | Тайлер Поузі                             | Номінація |
| 2011 | Teen Choice Award     | Choice Summer TV Star — Female           | Крістал Рід                              | Номінація |
| 2011 | Teen Choice Award     | Choice TV Actress: Fantasy/Sci-Fi        | Крістал Рід                              | Номінація |
| 2012 | Saturn Award          | Best Youth-Oriented Series on Television | Best Youth-Oriented Series on Television | Перемога  |
| 2012 | Teen Choice Award     | Choice Summer TV Show                    | Choice Summer TV Show                    | Перемога  |
| 2012 | Teen Choice Award     | Choice Summer TV Star — Male             | Тайлер Поузі                             | Перемога  |
| 2012 | Teen Choice Award     | Choice Summer TV Star — Female           | Крістал Рід                              | Номінація |
| 2012 | Imagen Award          | Best Actor/Television                    | Тайлер Поузі                             | Номінація |
| 2012 | ALMA Award            | Favorite TV Actor — Leading Role         | Тайлер Поузі                             | Перемога  |
| 2013 | Saturn Award          | Best Youth-Oriented Series on Television | Best Youth-Oriented Series on Television | Перемога  |
| 2013 | Young Hollywood Award | Best Ensemble                            |                                          | Перемога  |
| 2014 | Saturn Award          | Best Youth-Oriented Series on Television |                                          | Перемога  |

### Показу інших країнах
У Великій Британії та Ірландії серіал виходив на каналі «Sky Living», а в Канаді — на «MuchMusic».

## Продукція

### Комікси
У вересні 2011 року студія «Image» розпочала щомісячний випуск серії коміксів за мотивами телесеріалу.